# Junk of the Heart
Junk of the Heart è il terzo album in studio dei Kooks pubblicato il 12 settembre 2011 dalla Virgin Records.

## Tracce
1. Junk of the Heart (Happy) - 3:08
2. How'd You Like That - 3:15
3. Rosie - 3:11
4. Taking Pictures of You - 2:42
5. Fuck the World Off - 2:53
6. Time Above the Earth - 1:54
7. Runaway - 3:01
8. Is It Me - 3:30
9. Killing Me - 3:26
10. Petulia - 2:42
11. Eskimo Kiss - 3:34
12. Mr. Nice Guy - 2:41

## Formazione
- Luke Pritchard – voce
- Hugh Harris – chitarra
- Peter Denton – basso
- Paul Garred - batteria

## Singoli
- Junk of the Heart (Happy) (12 luglio)[2]
- Is It Me (4 settembre)[3]

## Classifiche
| Classifica (2011) | Posizione raggiunta |
| ----------------- | ------------------- |
| Italia            | 23                  |